# Tithraustes crypsispila
Tithraustes crypsispila är en fjärilsart som beskrevs av W. Warren 1901. Tithraustes crypsispila ingår i släktet Tithraustes och familjen tandspinnare. Inga underarter finns listade i Catalogue of Life.